# Distorsió
|  | Per a altres significats, vegeu «Distorsió (desambiguació)». |

La distorsió és la diferència entre el senyal que entra en un equip o sistema i el senyal de sortida d'aquest. Per tant, es pot definir com la deformació que pateix un senyal després de passar per un sistema. La distorsió pot ser lineal o no lineal. Si la distorsió es dona en un sistema òptic rep el nom d'aberració.

## Distorsió del senyal de vídeo
En televisió s'han creat una sèrie de senyals especials per a mesurar les diferents distorsions que els sistemes de producció i transmissió produeixen en el senyal de vídeo. Aquests senyals reben el nom de senyals VIT (Vertical Interval Test) i solen utilitzar inserides en les línies no visibles del pòrtic posterior de l'interval vertical. També s'utilitzen a camp complet. Les distorsions que es poden mesurar són: 

### Distorsions lineals
- Guany d'inserció, que és la diferència d'amplitud entre l'entrada i la sortida del sistema.
- Resposta de freqüències, com respon el sistema a diferents freqüències.
- Resposta transitòria amb senyals llargues (> 64μS), que ens dona idea del comportament del sistema a baixa freqüència.
- Resposta transitòria a senyals curtes o impulsiva, ens dona idea de la resposta del sistema a altes freqüències.
- Diferència de guany crominància- luminància, com es comporta el sistema pel senyal de color i la de llum.
- Diferència del temps de propagació, retard del sistema per al senyal de color i de llum.

### Distorsions no lineals
- Alinealidad luminància crominància.
- Fase diferencial, modificació de la fase de la crominància respecte a l'amplitud de la luminància.
- Guany diferencial, modificació de l'amplitud de la crominància deguda a l'amplitud de la luminància.

## Distorsions òptiques

### Aberració cromàtica
- Longitudinal és quan els senyals de diferents longituds d'ona s'enfoquen en plans diferents. Això produeix l'error de seguiment.
- Lateral és quan varia l'augment de la imatge depenent de la longitud d'ona. Això, quan cal fer coincidir diverses imatges sobre un mateix pla, com succeeix en una càmera de TV, causa l'error conegut com a error de registre.

### Aberracions de Seidel
Reben aquest nom les cinc aberracions bàsiques d'un sistema òptic en honor de Ludwig von Seidel que va ser qui les va qualificar. Aquestes són: 
- Aberració esfèrica, diferència de convergència dels raigs de llum depenent de la distància a l'eix òptic.
- Coma, modificació de la imatge que es produeix per la diferència d'angle d'incidència d'un raig respecte a l'eix òptic.
- Astigmatisme, impedeix que un punt objecte és enfocament[Cal aclariment]
 en un punt imatge. La imatge tindrà forma ovalada o es compondrà d'un parell de línies anomenades línies focals.
- Curvatura de camp, deguda a la curvatura d'una lent quan s'ha d'enfocar en una superfície plana.
- Distorsió, modificació de la forma de la imatge.

## Distorsions en àudio

### Distorsions originades en l'amplificador
Una ona sinusoidal té 3 paràmetres: Amplitud, freqüència i fase. A més, qualsevol ona es pot descompondre per Fourier en una suma de diverses ones sinusoidals.
Quan el senyal que entra al sistema, és diferent de la que surt, es pot trucar distorsió en funció de quin sigui el paràmetre modificat.
- Distorsió en freqüència, que depèn de la resposta en freqüència del sistema. La diferent guany (diferència d'amplitud entre sortida i entrada) a senyals de diferents freqüències (o un mateix senyal compost d'harmònics). En àudio, els circuits que realitzen aquesta funció són els controls de to o equalitzadors.

- Distorsió harmònica de fase, que es produeix per la variació de la fase d'un senyal amb relació a la seva freqüència. Això fa que uns harmònics surtin amb diferent fase que altres. L'oïda humà no és molt sensible a la fase. Es pot utilitzar si es tenen diversos altaveus perquè sembli que el so ve d'un origen diferent.

- Distorsió no lineal,(és a aquest tipus de distorsió de la qual es parla normalment) deguda a la no linealitat de la resposta dels components del sistema. Aquest tipus de distorsió fa que si l'entrada és sinusoidal, a la sortida apareguin harmònics, o que si l'entrada està composta per diverses freqüències, apareixen subharmònics.

- Distorsió per intermodulació, Succeeix quan en presència de dos o més tons sinusoidals en l'entrada s'obtenen a la sortida els originals més altres que resulten de la suma i la diferència de les seves freqüències. Aquest efecte es produeix quan els senyals originals estan en diferents parts de la corba de transferència de l'element amplificador, generalment per ser de diferents amplituds. Un to cau en una part més lineal i l'altre en una part no lineal de la corba de transferència. Aquest defecte és aprofitat en els receptors superheterodins, en els quals se sintonitza la freqüència diferència entre el senyal de ràdio sintonitzada i l'oscil·lador local.

Existeixen diversos mètodes de mesura. Un d'ells, que compleix la norma "SMPTE estàndard RP120-1994", utilitza dos tons de 70 Hz i de 6 kHz, en una relació d'amplituds de 4:1.
- Distorsió d'encreuament per zero, Aquest tipus de distorsió passa únicament en amplificadors classe B i classe AB (encara que en aquests últims en menor proporció). En els amplificadors classe B hi ha dos transistors complementaris: mentre un està actiu (polaritzat) l'altre està apagat i viceversa. Quan el senyal creua per zero, hi ha un temps en el qual cap dels transistors està polaritzat i el senyal es distorsiona.

- Distorsió per intermodulació de transistors